# Pimelodella
Pimelodella — рід сомоподібних риб з родини гептаптерових. Має 79 видів. Наукова назва походить від латинізованого грецького слова pimele, тобто гладкий, жирний, та грецького слова odella — «зубки».

## Опис
Загальна довжина представників цього роду коливається від 2,5 до 36 см. Голова коротка, витягнута. Очі помірно великі. Є 3 пари вусів, з яких найдовші тягнуться з кутів рота або верхньої щелепи. Зуби дрібні. Тулуб подовжений, широкий, у деяких видів товстий. Бічна лінія пряма, чітко проглядається. Спинний плавець середнього розміру. Грудні та черевні плавці переважно невеличкі. Жировий плавець доволі довгий. Анальний плавець високий, помірної довжини. Хвостовий плавець подовжений, розрізаний, у більшості видів верхня і нижня лопаті неоднакові.
Забарвлення коливається від сріблястого та прозорого до світло-коричневого та чорного. Часто уздовж боків проходять темні смуги.

## Спосіб життя
Є демерсальними рибами. Основний біотоп — середні річки з прозорою водою, сильною течією і кам'янистим дном (сланець, докембрійська галька). Виявлено доволі високо у горах — близько 1000 м над рівнем моря. Лише 2 види зустрічаються у печерних водоймах. Тримаються групами, де існує чітка ієрархія. Молодь знайдена в дрібних притоках і струмках. Дорослі риби спливають в просторіші і глибокі води. Живляться комахами, хробаками, ракоподібними і дрібною рибою.

## Розповсюдження
Поширені у водоймах від Панами до Парагваю і південної Бразилії.

## Види
- Pimelodella altipinnis
- Pimelodella australis
- Pimelodella avanhandavae
- Pimelodella boliviana
- Pimelodella boschmai
- Pimelodella brasiliensis
- Pimelodella breviceps
- Pimelodella buckleyi
- Pimelodella chagresi
- Pimelodella chaparae
- Pimelodella conquetaensis
- Pimelodella cristata
- Pimelodella cruxenti
- Pimelodella cyanostigma
- Pimelodella dorseyi
- Pimelodella eigenmanni
- Pimelodella eigenmanniorum
- Pimelodella elongata
- Pimelodella enochi
- Pimelodella eutaenia
- Pimelodella figueroai
- Pimelodella geryi
- Pimelodella gracilis
- Pimelodella griffini
- Pimelodella grisea
- Pimelodella guato
- Pimelodella hartii
- Pimelodella hartwelli
- Pimelodella hasemani
- Pimelodella howesi
- Pimelodella ignobilis
- Pimelodella itapicuruensis
- Pimelodella kronei
- Pimelodella lateristriga
- Pimelodella laticeps
- Pimelodella laurenti
- Pimelodella leptosoma
- Pimelodella linami
- Pimelodella longipinnis
- Pimelodella macrocephala
- Pimelodella macturki
- Pimelodella martinezi
- Pimelodella meeki
- Pimelodella megalops
- Pimelodella megalura
- Pimelodella metae
- Pimelodella modestus
- Pimelodella montana
- Pimelodella mucosa
- Pimelodella nigrofasciata
- Pimelodella notomelas
- Pimelodella odynea
- Pimelodella ophthalmica
- Pimelodella pallida
- Pimelodella papariae
- Pimelodella pappenheimi
- Pimelodella parnahybae
- Pimelodella parva
- Pimelodella pectinifer
- Pimelodella peruana
- Pimelodella peruensis
- Pimelodella procera
- Pimelodella rendahli
- Pimelodella reyesi
- Pimelodella robinsoni
- Pimelodella roccae
- Pimelodella rudolphi
- Pimelodella serrata
- Pimelodella spelaea
- Pimelodella steindachneri
- Pimelodella taeniophora
- Pimelodella taenioptera
- Pimelodella tapatapae
- Pimelodella transitoria
- Pimelodella vittata
- Pimelodella wesselii
- Pimelodella witmeri
- Pimelodella wolfi
- Pimelodella yuncensis